# ستيوارت هام
ستيوارت هام (بالإنجليزية: Stuart Hamm)‏ هو عازف قيثارة وموسيقي أمريكي، ولد في 8 فبراير 1960 في نيو أورلينز في الولايات المتحدة.

## وصلات خارجية
- الموقع الرسمي
- ستيوارت هام على موقع IMDb (الإنجليزية)
- ستيوارت هام على موقع ميوزك برينز (الإنجليزية)
- ستيوارت هام على موقع أول ميوزيك (الإنجليزية)
- ستيوارت هام على موقع ديسكوغز (الإنجليزية)